# Dorfkirche Gernewitz

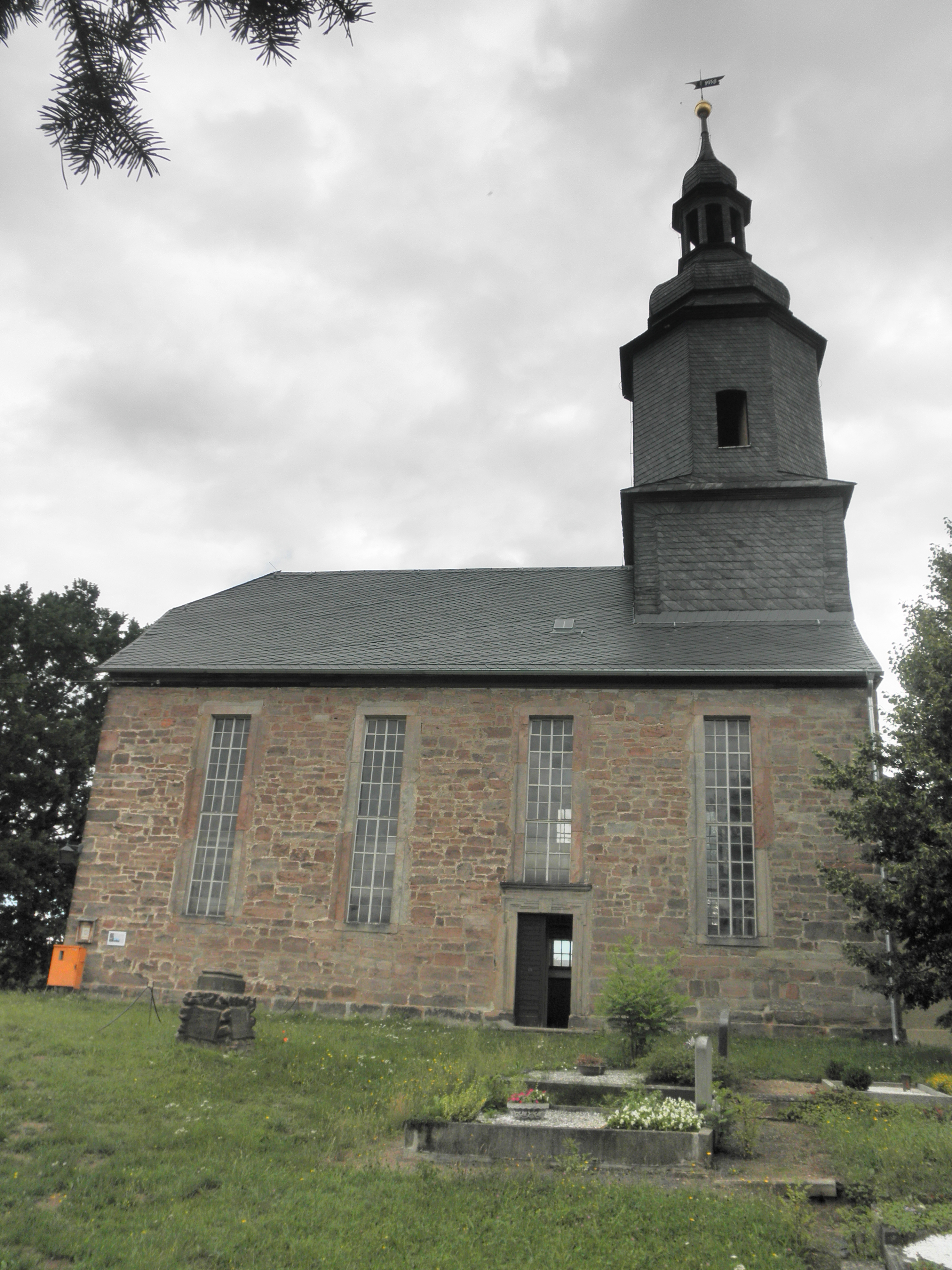

Die Dorfkirche Gernewitz steht im Ortsteil Gernewitz der Stadt Stadtroda im Saale-Holzland-Kreis in Thüringen. Sie gehört zum Pfarrbereich Stadtroda im Kirchenkreis Eisenberg der Evangelischen Kirche in Mitteldeutschland.

## Lage
Die Saalkirche liegt in der Ortschaft auf einer Anhöhe und ist weithin sichtbar.

## Geschichte und Ausstattung
Im 15. Jahrhundert wurde die Filialkirche mit Stadtroda verbunden. 1789/90 wurde die jetzige Kirche auf dem Platz der Vorgängerin aufgebaut. Sie hat ein Mansarddach und einen Dachturm. 
Im Chor steht ein Kanzelaltar aus der Erbauungszeit. Als Taufgestell diente der fast lebensgroße Taufengel, der jetzt als schwebender Engel angebracht ist. Dreiseitige Emporen prägen den Innenraum. Die Bemalung der Brüstung mit christlichen Symbolen erfolgte 1938 im Zuge einer Renovierung.
Die Orgel schuf Christian Friedrich Poppe d. Ä. Die Decke ist mit Stuck eingefasst. Darauf ist das sächsische Wappen zu sehen.
Zwei Glocken ließ man 1747 in Apolda gießen. Die große Glocke wurde für Kriegszwecke eingeschmolzen. Die kleine Glocke existiert noch und wird manuell geläutet.